# Phyla-Vell
Pour les articles homonymes, voir Captain Marvel.
Phyla-Vell est un personnage de fiction et une super-héroïne, créée par Peter David en 2003 dans le comic Captain Marvel vol. 4 #16 et dont les aventures ont été publiées par Marvel Comics. Elle a été aussi surnommée Captain Marvel jusqu'en 2005, puis Quasar depuis le crossover Annihilation (2006) et Martyr dans la Guerre des Rois ((en) War of Kings) en 2009.
Elle apparaît au cinéma pour la première fois dans Les Gardiens de la Galaxie Vol. 3.

## Création du personnage (2003)
Phyla-Vell a été créée par Peter David en décembre 2003 (Captain Marvel, vol. 4, #16-25).

## Biographie fictive

### Captain Marvel
Phyla-Vell est le quatrième Captain Marvel de l'univers Marvel et la jeune sœur de Genis-Vell. 
Phyla est apparue quand Genis, fils unique, recréa l’univers et, ce faisant, généra plusieurs anomalies qui eurent pour conséquence de ramener à la vie sa mère et de lui faire apparaître une sœur. Elle combattit son frère et essaya d'obtenir de lui le surnom Captain Marvel qu'elle porta après qu'il eut changé son nom en Photon.
Elle a été vue en 2004 en train de séduire Dragon-Lune (MoonDragon dans la version anglaise).

### La deuxième Quasar (2006-2008)
Phyla-Vell a pris en 2006, dans Annihilation, la succession et le nom de Quasar (deuxième personnage à porter le nom) après la « mort » de Wendell Vaughn (Quasar) causée par Annihilus.
Dans le crossover Annihilation : conquête (2007), Phyla-Vell se fait appeler Quasar, et porte un costume proche de celui de Wendell Vaughn. L'histoire est centrée sur sa tentative pour maitriser ses nouveaux pouvoirs. À la fin de Annihilation : conquête, Quasar rejoint les nouveaux gardiens de la Galaxie  (nouvelle série : mai 2008).
Lors d'une aventure, Mentor tua Phyla et Drax pour les envoyer dans le monde d'Oblivion, où le duo rencontra Maelstrom et Dragon-Lune. Maelstrom vola les Bracelets Quantiques et l'offrit en sacrifice au Dragon. Mais l'entité et la guerrière Kree firent un marché (elle accepta de devenir l'avatar d'Oblivion, et Phyla-Vell fut libérée. Drax et Phyla-Vell revinrent à la vie.

### Martyr dansLa guerre des rois(2009)
Se faisant désormais appeler Martyr, Phyla-Vell devint plus violente qu'avant. Elle fit échouer la tentative des Gardiens visant à mettre un terme au conflit Shi'ar/Kree, en prenant en otage la princesse Crystal.
Le costume de Martyr est différent de celui de Phyla-Vell en tant que Quasar (le plastron sur sa poitrine, anciennement en forme d'étoile dorée, devient une tête de mort argentée entourées de pointes/lames). Il en est de même pour son épée quantique (couleur argentée, et tête de mort en guise de garde, en lieu et place de l'étoile).
Quelque temps plus tard, Adam Warlock enferma la fosse spatio-temporelle provoquée par le duel à mort entre Vulcan et Flèche Noire, et elle poignarda l'Avatar de la Vie. Toutefois, la scène fut une nouvelle fois évitée par l'arrivée des Gardiens, revenant quelques minutes avant dans le présent. Warlock, affaibli, se transforma quand même en le Mage, et il poignarda Phyla-Vell à son tour. Adam/Magus fut alors abattu par Star-Lord.

### Martyr dansRealm of Kings(2010)
Il est révélé que ces derniers événements étaient en réalité une illusion créée par Adam/Magus, qui est bien vivant, ainsi que Phyla-Vell, qui est la prisonnière du Magus. Après avoir réussi à se libérer, Phyla trouve un cocon (le cycle d'Adam Warlock/Magus est de toujours renaître dans un cocon). Voulant se racheter d'avoir tuer l'Avatar de Vie, elle ouvre le cocon en pensant libérer Adam Warlock pour mettre fin aux agissements du Magus). Mais le cocon contenait en réalité Thanos.
Sa tentative de se racheter de son rôle d'avatar de la Mort est un échec, Thanos étant un avatar de la Mort encore plus puissant que Martyr.
Il semblerait que le Titan Fou ait tué Phyla-Vell.

## Pouvoirs et capacités
- Phyla-Vell possède désormais les Bracelets quantiques du premier Quasar. Elle maîtrise toutefois moins bien les artefacts.
- Au corps à corps, elle utilise l'énergie quantique pour former une énorme épée.
- C'est une Kree. Elle possède une force et une endurance supérieures à celles d'un être humain.

## Comics où Phyla-Vell apparaît
| Phyla-Vell / Captain Marvel IV - Captain Marvel vol.4 (2003-2004) #16-20 - Annihilation : The Nova Corps files (2006) - Annihilation # 2-6 (2006) - She-Hulk # 12-13 (2006) - Annihilation : Saga (2007) | Quasar : - Annihilation Conquest : Prologue (2007) - Annihilation Conquest : Quasar (2007) # 1-4 - Annihilation Conquest (2008) # 1-6 - Nova : Annual (2008) # 1 - Guardians of the Galaxy (2008) # 1-2 - What If ? Annihilation (2008) |